# Willie Morgan
Willie Morgan, eigentlich William Morgan (* 2. Oktober 1944 in Glasgow), ist ein ehemaliger schottischer Fußballspieler, der im Mittelfeld bzw. als Rechtsaußen agierte.

## Karriere

### Verein
Seinen ersten Profivertrag erhielt Morgan beim FC Burnley, bei dem er von 1961 bis 1968 unter Vertrag stand.
Nach dem Gewinn des Europapokals der Landesmeister 1968 von Manchester United holte der damalige United-Trainer
Matt Busby Morgan für die rekordverdächtige Ablösesumme von 117.000 £ zu den Red Devils, wo er von den Fans zweimal in Folge (1970 und 1971) zum besten United-Spieler des Jahres gewählt wurde. Doch das United-Team war in jenen Jahren erfolglos und stieg am Ende der Saison 1973/74 sogar in die zweite Liga ab, wo Morgan als neuer Mannschaftskapitän die Mannschaft zur Zweitligameisterschaft der Saison 1974/75 und somit zum sofortigen Wiederaufstieg führte. Doch zur neuen Saison 1975/76 verlor Morgan nicht nur seine Kapitänsbinde, sondern auch seinen Stammplatz und kehrte daher zum FC Burnley zurück.
Dort blieb er jedoch nur wenige Monate und wechselte bald zu den Bolton Wanderers, bei denen er von 1976 bis 1980 unter Vertrag stand und in den spielfreien Phasen an Chicago Sting bzw. die Minnesota Kicks ausgeliehen wurde. In den frühen 1980er Jahren beendete er seine aktive Laufbahn in Diensten des FC Blackpool.

### Nationalmannschaft
Nachdem Morgan bereits 1967 zu seinem ersten Länderspieleinsatz für die schottische Nationalmannschaft gekommen war, musste er bis 1972 warten, ehe er wieder im Nationaldress auflaufen durfte. Doch in den zwei Jahren von 1972 bis 1974 kam er zu insgesamt zwanzig Länderspieleinsätzen, wobei die Teilnahme an der WM-Endrunde 1974 den Höhepunkt seiner Länderspielkarriere darstellte, wo er die Vorrundenspiele der Bravehearts gegen Brasilien (0:0) und Jugoslawien (1:1) bestritt.